# Rue des Jonquilles (Liège)
Pour la voie parisienne, voir Rue des Jonquilles.
La rue des Jonquilles est une rue du quartier et de la colline de Cointe à Liège en Belgique (région wallonne). Une partie de la rue se présente sous la forme d'un escalier.

## Histoire
Cette rue a été créée en 1904. Elle s'appelait alors la rue des Muguets. Depuis la fusion des communes de 1977, cette voirie a pris le nom de rue des Jonquilles.

## Description
Cette voie comprend un escalier d'une longueur de 40 m composé de 94 marches. Cet escalier, large d'une dizaine de mètres est séparé en son centre par un alignement de plusieurs rambardes métalliques. La rue possède une vingtaine de maisons bâties, pour la plupart, au début du XXe siècle.

## Voiries adjacentes
- Rue Saint-Maur
- Rue Constantin le Paige

### Source et lien externe
- Claude Warzée, « Les origines du parc privé de Cointe », sur Histoires de Liège, 28 octobre 2015 (consulté le 5 août 2023)